# عبدالکریم اوکالی
عبدالکریم اوکالی (به عربی: الكريم وكالي، آوانگاری: زادهٔ ۱۹ مارس ۱۹۹۳) یک کشتی‌گیر فرنگی‌کار اهل کشور الجزایر است. وی سابقه حضور در المپیک ۲۰۲۴ پاریس را دارد.  